# Poklad ze Slezské Středy

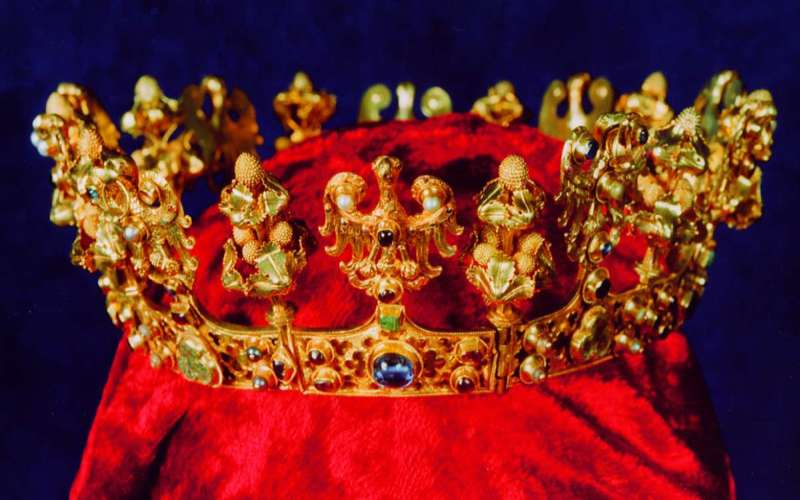
Koruna (české?) královny z počátku 14. století

Poklad ze Slezské Středy, polsky Skarb średzki, je název souboru středověkých klenotů a mincí nalezených v letech 1985 a 1988 během stavebních prací ve sklepě domu v historickém centru polského města Slezská Středa (polsky Środa Śląska, německy Neumarkt). Vysoká umělecká a i řemeslná úroveň zpracování předmětů naznačuje, že korunní poklad původně patřil jednomu z předních evropských aristokratických rodů, nejspíše Lucemburkům. Známá část pokladu obsahuje (po vyloučení pozdějších přimísených artefaktů) soubor zlatých a stříbrných mincí a 11 středověkých zlatnických předmětů: ženskou segmentovou korunu z počátku 14. století, sponu s kamejí ze 13. století, dva páry záušnic, jeden náramek, tři prsteny a část zlatého pásu.

## Původ pokladu

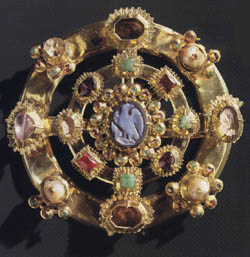
Spona ze 13. století

Část mincí byla nalezena při zemních pracích v roce 1985. Hlavní poklad byl ale nalezen při hloubení základů pro telefonní ústřednu v roce 1988. Jelikož byl nalezen na území bývalé středečské židovské čtvrti, je pravděpodobné, že poklad byl v majetku nějakého člena či členů zdejší židovské komunity. Podle nalezených mincí lze uschování pokladu datovat od konce 13. století do poloviny 14. století. Poklad byl zřejmě ukryt kvůli obavám z pogromů, které doprovázely tehdejší morovou epidemii. V roce 1349 proběhl pogrom v nedaleké Vratislavi a samotná židovská obec ve Slezské Středě byla vyvražděna a rozptýlena v roce 1362). V nejisté době pogromů v letech 1348–1350 bylo uschováno mnoho židovských cenností po celé střední Evropě. Je možné, že poklad u Židů ve Slezské Středě zastavil římský a český král Karel IV. Je doloženo, že si Karel IV. v roce 1348 prostřednictvím svého kancléře Jana ze Středy půjčil vysoké sumy peněz u místního Žida Mošeho. Není vyloučeno, že to byl právě Moše, u něhož Karel IV. poklad zastavil a který jej ukryl před hrozícím rabováním.

## Obsah
Nejvýznamnější součástí pokladu je zlatá ženská (panovnická) koruna, sestavená ze 13 lamel se střídajícími se heraldickými figurkami orlů či orlic na vrcholech mezi šišticemi, zdobená drahokamy, perlami a smaltovanými trojlístky. Určit, které královně původně patřila, je problematické. Chybí totiž jejich portréty. Nejčastěji se jako její původní majitelky uvádějí české královny Guta Habsburská, Eliška Rejčka, Eliška Přemyslovna nebo Blanka z Valois.. Dále do pokladu patří kruhová dámská spona s drahokamy a chalcedonovou kamejí v podobě orla, zlatý náramek s tepanými orly, dva páry zlatých lunetových záušnic (jeden je zdobený emailem a druhý filigránem a drahokamy) a tři prsteny. Fragment zlatého pásku s tepanými rozvilinami může pocházet z dámského opasku nebo z čelenky, matrice ornamentu na něm pocházejí pravděpodobně z téže dílny, která zhotovila Strahovské plenáře a pohřební žezlo krále Přemysla Otakara II..